# Nigel Bennett
Nigel Bennett (Wolverhampton, Staffordshire, Inglaterra, Reino Unido; 19 de noviembre de 1949) es un actor de teatro y cine canadiensebritánico y además un autor.

## Biografía
Nigel Bennett se formó como actor en la Universidad de Gales. Ha actuado y sigue actuando en teatros de Gran Bretaña, incluido el West End de Londres, el Phoenix Theatre y el Haymarket Theatre de Leicester y el Crucible Theatre de Sheffield. Después de una carrera profesional de quince años, Bennett se mudó a Canadá por motivos personales en 1986 y ha estado involucrado en más de cien proyectos de cine y televisión, así como en comerciales.
Bennett interpretó papeles secundarios en el thriller de acción Testigo accidental (1990) con Gene Hackman, en la película dramática Legends of the Passion (1994) con Brad Pitt y en el thriller de acción Murder at the White House (1997) con Wesley Snipes. Interpretó también el papel del sórdido jefe de OSIR, Frank Elsinger, en la serie de misterio PSI Factor (1996-1999).
Bennett ganó un premio Gemini en 1996 al mejor actor de reparto por la serie dramática Forever Knight por el episodio Curiouser and Curiouser. Dirigió esta serie de televisión por primera vez, en la que interpretó al antiguo vampiro Lucien LaCroix. En 1993 recibió una nominación por esta serie en los premios Gemini y en 2002 por la serie dramática de televisión Lexx, ambas a mejor actor de reparto.
Bennett fue adicionalmente dos veces estrella invitada en la serie dramática de televisión Nikita, protagonizada por Peta Wilson, en la que interpretó al Coronel Egran Petrosian, un agente secreto ruso que trama un plan de poder contra sus superiores. En ambos episodios dirigió Jon Cassar. Él y Bennett ya habían trabajado juntos anteriormente en la serie Forever Knight. Cofundaron con John Capelos la organización de caridad Motion Picture Industry Charitable Alliance ( MPICA). En su evento anual Lights, Camera, Auction (LCA), los cineastas subastaron accesorios donados a los aficionados.
Como escritor, Bennett fue junto con el autor PN Elrod el coautor de tres novelas de fantasía, Keeper of the King, His Father's Son y Siege Perilous. También escribieron el cuento Wolf and Hound para la antología Drácula en Londres .

### Vida privada
Bennett tiene tres hijos, uno nacido en Inglaterra, dos con su primera esposa en Toronto y una hija con su segunda esposa con quien vive en Nueva Escocia. Se llaman Michael Bennett, Sam Bennett, Matthew Bennett y Hannah Bennett.

## Filmografía (Selección)
- 1987: Night Patrol (Serie de TV, 1 episodio)
- 1990: Testigo accidental (Narrow Margin)
- 1992-1996: Nick Knight ( Forever Knight, serie de televisión, 60 episodios)
- 1994: Modelo de día (Model by Day, telefilme)
- 1994: Leyendas de pasión (Legends of the Fall)
- 1995: Harrison Bergeron - Corredor de coeficiente intelectual
- 1996: Darkman III: El experimento (Darkman III: The Darkman Die)
- 1997: Asesinato en la Casa Blanca (Asesinato a las 16:00)
- 1998: Santuarios
- 1998: ¡Huelga! - ¡Chicas al poder! (¡huelga! )
- 1998: Un policía duro
- 1998: NY - Calles de la muerte (Ciudad desnuda: Una Navidad asesina)
- 1996-1999: Psi Factor: Crónicas de lo paranormal (PSI Factor: Chronicles of the Paranormal, serie de televisión, 27 episodios)
- 1999: Miedo sobre las nubes (Caída libre)
- 2000: Anne of Green Gables: La historia continua
- 2000: Cambia Hollywood por amor (Atrapa una estrella fugaz)
- 2000: The Crossing - La batalla crucial (The Crossing)
- 2000: The Skulls (The Skulls)
- 2000: Relic Hunter ( Relic Hunter, serie de televisión, 1 episodio)
- 2000, 2001, 2002: Lexx - The Dark Zone (serie de televisión, 23 episodios)
- 2001: Un pueblo sin Navidad
- 2001: Fase IV - Juego de la muerte
- 2002: Demasiado joven para ser papá
- 2002: Corazón de un extraño
- 2002: Doble vida peligrosa - La esposa del piloto (La esposa del piloto)
- 2002: El equipo del grito
- 2002: Cuatro viudas y un cuadro ( Viudas, miniserie de televisión)
- 2002: Cypher
- 2002: Fuerza interceptora 2
- 2003: Shattered City: The Halifax Explosion (miniserie de televisión)
- 2003: Martha, Inc.: La historia de Martha Stewart
- 2003: Post Impact
- 2003: Hacer o morir
- 2003: Rush of Fear - Presa peligrosa (Rush of Fear)
- 2003 Starhunter 2300 (Serie de TV., episodio 2x09)
- 2004: Asesinato en los juncos (Plain Truth)
- 2004: Errores reversibles
- 2004: Fuerza fantasma
- 2007: Jesse Stone: Viejas heridas (Jesse Stone: Seachange)
- 2009: El lobo marino
- 2011-2021: Murdoch Mysteries (serie de televisión, 13 episodios)
- 2015: Saving Hope (serie de televisión, 1 episodio)
- 2017: La forma del agua (The Shape of Water)
- 2019: V Wars (Serie de TV., Episodio 1x01)
- 2019: Coroner (Serie de TV., 4 episodios)
- 2021: Los Justos